# District de Paphos

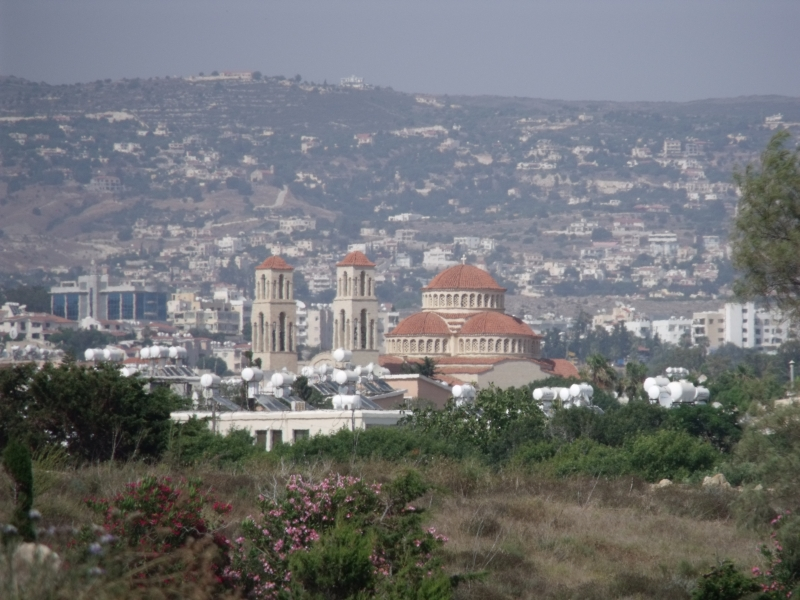
Paphos

Le district de Paphos est l'un des six districts qui divisent officiellement la république de Chypre. Il couvre à l'origine la partie ouest de l'île. 
Pendant, l'invasion de l'armée turque de Chypre en 1974, il fut l'un des seuls à avoir totalement échappé à l'occupation des troupes d'Ankara.
Il a pour chef-lieu la ville de Paphos.
En 2021, la population du district s'élève à 100175 habitants dont 30 % vivent en zone rurale.